# Velika nagrada Češkoslovaške 1949
Velika nagrada Češkoslovaške 1949 je bila osemnajsta dirka za Veliko nagrado v Sezoni Velikih nagrad 1949. Odvijala se je 25. septembra 1949 na dirkališču Brno. 

## Rezultati

### Dirka
| Poz | Dirkač                  | Moštvo                     | Dirkalnik         | Krogi | Čas/Odstop     |
| --- | ----------------------- | -------------------------- | ----------------- | ----- | -------------- |
| 1   | Peter Whitehead         | Privatnik                  | Ferrari 125       | 20    | 2:48:41.0      |
| 2   | Philippe Etancelin      | Automobiles Talbot Darracq | Talbot-Lago T26C  | 20    | 2:49:16.6      |
| 3   | Franco Cortese          | Scuderia Ferrari           | Ferrari 125       | 20    | 2:53:30.4      |
| 4   | Pierre Levegh           | Automobiles Talbot Darracq | Talbot-Lago T26C  | 19    | +1 krog        |
| 5   | Henri Louveau           | Privatnik                  | Maserati 4CL      | 19    | +1 krog        |
| 6   | Johnny Claes            | Privatnik                  | Talbot-Lago T26C  | 19    | +1 krog        |
| 7   | Piero Carini            | Privatnik                  | Maserati 4CLT     | 19    | +1 krog        |
| 8   | Louis Rosier            | Ecurie Rosier              | Talbot-Lago T26C  | 19    | +1 krog        |
| 9   | Bruno Sojka             | Privatnik                  | Tatraplan V8      | 18    | +2 kroga       |
| 10  | Jaroslav Viček          | Privatnik                  | Magda II          | 17    | +3 krogi       |
| 11  | František Dobry         | Privatnik                  | BMW 328           | 17    | +3 krogi       |
| Ods | Emmanuel de Graffenried | Privatnik                  | Maserati 4CLT     | 13    | Motor          |
| Ods | David Murray            | Privatnik                  | Maserati 4CLT     | 13    | Motor          |
| Ods | Maurice Trintignant     | Equipe Gordini             | Simca-Gordini T15 | 9     | Trčenje        |
| Ods | Louis Chiron            | Automobiles Talbot Darracq | Talbot-Lago T26C  | 8     | Menjalnik      |
| Ods | Antonín Komár           | Privatnik                  | Cisitalia D46     |       |                |
| Ods | Robert Manzon           | Equipe Gordini             | Simca-Gordini T15 | 4     | Ventil         |
| Ods | Princ Bira              | Enrico Platé               | Maserati 4CLT     | 3     | Trčenje        |
| Ods | Zdenìk Trejbal          | Privatnik                  | Simca-Gordini T11 | 2     | Motor          |
| Ods | Aldo Gordini            | Equipe Gordini             | Simca-Gordini T15 | 1     |                |
| Ods | Vladimír Formánek       | Privatnik                  | Cisitalia D46     | 1     |                |
| Ods | Reg Parnell             | Reg Parnell Racing Team    | Maserati 4CLT     | 1     | Trčenje        |
| Ods | Giuseppe Farina         | Officine Alfieri Maserati  | Maserati Milano   | 1     | Trčenje        |
| DNS | Luigi Chinetti          | Privatnik                  | Ferrari 125       |       |                |
| DNS | Marc Versini            | Privatnik                  | Delage            |       |                |
| DNS | Jiří Pohl               | Privatnik                  | MG                |       |                |
| DNS | Václav Uher             | Privatnik                  | Maserati 6CM      |       | Smrtna nesreča |
| DNS | Karel Vlašín            | Privatnik                  | Mono J.K.         |       | Trčenje        |

- Najboljši štartni položaj: Princ Bira (žreb)
- Najhitrejši krog: Princ Bira in Emmanuel de Graffenried - 8:03.0